# Municipio de Center (condado de Smith)
El municipio de Center (en inglés: Center Township) es un municipio ubicado en el condado de Smith en el estado estadounidense de Kansas. En el año 2010 tenía una población de 1827 habitantes y una densidad poblacional de 19,61 personas por km².

## Geografía
El municipio de Center se encuentra ubicado en las coordenadas 39°47′11″N 98°46′58″O / 39.78639, -98.78278. Según la Oficina del Censo de los Estados Unidos, el municipio tiene una superficie total de 93.19 km², de la cual 93.14 km² corresponden a tierra firme y (0.05%) 0.04 km² es agua.

## Demografía
Según el censo de 2010, había 1827 personas residiendo en el municipio de Center. La densidad de población era de 19,61 hab./km². De los 1827 habitantes, el municipio de Center estaba compuesto por el 97.65% blancos, el 0.11% eran afroamericanos, el 0.33% eran amerindios, el 0.11% eran asiáticos, el 0.22% eran isleños del Pacífico, el 0.33% eran de otras razas y el 1.26% pertenecían a dos o más razas. Del total de la población el 0.93% eran hispanos o latinos de cualquier raza.